# Saison 7 de Rick et Morty
Chronologie
Saison 6
La septième saison de la série télévisée d'animation américaine Rick et Morty a été diffusée pour la première fois aux États-Unis sur Adult Swim le 15 octobre 2023 et s'est terminée le 17 décembre 2023. Elle se compose de dix épisodes.
La saison a été commandée avant la fin de la diffusion de la quatrième saison de l'émission, en mai 2020. C'est la première saison où Justin Roiland n'est plus le doubleur américain des deux personnages principaux, à la suite de son licenciement de la franchise en janvier 2023, bien qu'il soit toujours crédité comme co-créateur et producteur exécutif. Ian Cardoni et Harry Belden ont été embauchés pour le remplacer respectivement comme voix de Rick et Morty.

## Distribution

### Personnages principaux
- Chris Parnell double en anglais :
  - Jerry Smith, le père de Morty et Summer, le mari de Beth, et le beau-fils de Rick.
  - Tom, un présentateur télé qui critique le Président.
- Spencer Grammer double en anglais Summer Smith, la grande sœur de Morty et la petite-fille de Rick.
- Sarah Chalke double en anglais Beth Smith, la mère de Morty et Summer et la fille de Rick.
- Ian Cardoni double en anglais Rick Sanchez, l'un des deux personnages principaux de la série et le grand-père de Morty.
- Harry Belden double en anglais Morty Smith, l'un des deux personnages principaux de la série et petit-fils de Rick.